# Elaine Eksvärd
Elaine Eksvärd, född Bergqvist den 26 juli 1981 i Stockholm, är en svensk författare som huvudsakligen skriver om retorik.
Elaine Eksvärd har avlagt filosofie kandidatexamen i retorik vid Södertörns högskola och har skrivit fem böcker om retorik varav de två första publicerades under hennes flicknamn Elaine Bergqvist. År 2016 publicerades boken Medan han lever vilken väckte uppmärksamhet då hon i boken anklagar sin far för sexuella övergrepp under uppväxten. År 2017 grundade hon den ideella föreningen Treskablinoll som arbetar mot sexuella övergrepp mot barn.
Hon arbetar också som konsult och var bland annat SVT:s retorikexpert inför presidentvalet i USA 2008 och det svenska riksdagsvalet 2010 samt 2014. Hon driver tillsammans med sin make Gustav Eksvärd företaget Snacka Snyggt som håller kurser och föredrag.